# Suite lirica
La Suite lirica è una composizione per quartetto d'archi in sei movimenti, che Alban Berg scrisse tra il 1925 e il 1926 usando modalità compositive derivate dalla tecnica dodecafonica di Arnold Schönberg. Berg dedicò quest'opera al compositore Alexander von Zemlinsky, ma nel 1977 un musicologo americano scoprì che la Suite lirica possiede una "dedica segreta" e segue un "programma segreto". Lo stesso Berg arrangiò per orchestra d'archi tre dei movimenti della suite.

## Composizione e analisi
Secondo il musicologo Erwin Stein (amico del compositore nonché allievo di Schönberg), la Suite lirica "è stata in gran parte scritta (primo e sesto movimento, gran parte del terzo e la sezione centrale del quinto movimento) seguendo rigorosamente la tecnica di Schönberg della composizione mediante dodici note poste in relazione unicamente fra di loro [cioè la tecnica dodecafonica, n.d.r.]. Una serie di dodici note diverse costituisce il materiale grezzo della composizione, ed anche le sezioni che sono state trattate più liberamente seguono comunque, più o meno, la tecnica dodecafonica" .
Secondo René Leibowitz, il primo movimento "è interamente composto in tecnica dodecafonica; si tratta di un movimento in forma-sonata senza lo sviluppo, cosicché la ripresa segue direttamente l'esposizione. Tuttavia, a causa della sua tecnica altamente evoluta di variazione dodecafonica, è come se l'intero movimento avesse le caratteristiche di uno sviluppo di forma-sonata" .
Theodor W. Adorno definì la Suite lirica "un melodramma latente" . In effetti, nel 1977 il musicologo George Perle scoprì una partitura della Suite lirica annotata dal compositore, in cui il movimento finale è corredato da un testo (che può essere cantato da una voce di soprano) tratto da una traduzione di Stefan George della poesia di Charles Baudelaire contenuta ne I fiori del male intitolata De profundis clamavi . Perle scoprì inoltre che Berg aveva dedicato la partitura a Hanna Fuchs-Robettin (sorella dello scrittore Franz Werfel), della quale Berg era innamorato. 
Sempre secondo Perle, Alban Berg utilizzò un tema musicale composto dalle note La, Si bemolle, Si naturale, Fa (nella notazione tedesca: A-B-H-F) allo scopo di combinare le proprie iniziali (A.B.) con quelle di Hanna Fuchs-Robettin (H.F.). Nel quinto movimento, inoltre, Berg utilizzò una figura melodica tratta dalla Sinfonia lirica di Alexander von Zemlinsky, che in tale composizione di Zemlinsky corrisponde alle parole "Du bist mein Eigen, mein Eigen" ("Tu sei mia, mia!"); infine, nel sesto ed ultimo movimento, si distingue chiaramente una citazione musicale dal Tristano e Isotta di Richard Wagner, che è comunemente riconosciuto essere una sorta di manifesto della concezione romantica dell'amore infelice. Tutti questi elementi dimostrerebbero, secondo Perle, che il "programma segreto" della Suite lirica consisterebbe nella narrazione dell'amore non corrisposto di Berg per Hanna Fuchs-Robettin.